# Grotte de la Cheminée
La grotte de la Cheminée ou grotte des Cheminées d'Herbouilly, voire localement Cheminée d'Herbouilly  est située dans le massif du Vercors, plus précisément dans le secteur de la forêt et du col d'Herbouilly.
La cavité s'ouvre sur un plateau calcaire dominant le territoire de la commune de Saint-Martin-en-Vercors, en limite des communes de Saint-Julien-en-Vercors et de Villard-de-Lans.

## Historique
Jean Delmas fut le premier homme à explorer cette cavité en 1893. Le 25 mai 1900, une équipe de quatre hommes composée de Decombaz, Pellerin, Bouzigues et Deya se lancèrent dans une exploration plus complète.
La grotte a été baptisée au moment de sa découverte « grotte des Fées », puis « grotte d’Herbouilly » et enfin « grotte de la ou des Cheminées ». Son plafond est percé d’un large scialet circulaire (d’où son appellation) se termine sur un petit lac souterrain temporaire, alimenté périodiquement par les pluies et par la neige que recueille l’entonnoir. De nombreux bois de cerfs ont été également récupérés et des traces de travail néolithique ont également été constatés.

## Description
L'entrée de la grotte offre une large ouverture sur le plateau d'Herbouilly et se présente sous la forme d'un plan incliné facile d'accès. Son accès est facilité par l'éclairage procuré par un scialet qui se présente sous la forme d'un orifice situé à la verticale à l'instar d'une cheminée naturelle (d'où le nom de la grotte). 
Jean Delmas qui fut le premier à l'explorer y note de nombreuses concrétions (stalactites et stalagmites), ainsi qu'en contrebas un « petit lac à l'eau très limpide sur fond de sable ».

## Géologie
La grotte de la Cheminée est située à proximité de l'anticlinal de Chalimont et sa charnière arrondie rompue par le chevauchement de Rencurel. Son flanc oriental dessine, moins de deux kilomètres plus à l'est de certte charnière, le synclinal d'Herbouilly, qui est lui même rebroussé sous le chevauchement de Ferrière.
La grotte se positionne à la limite de partage des eaux entre la Bourne et la Vernaison.

## Situation et accès

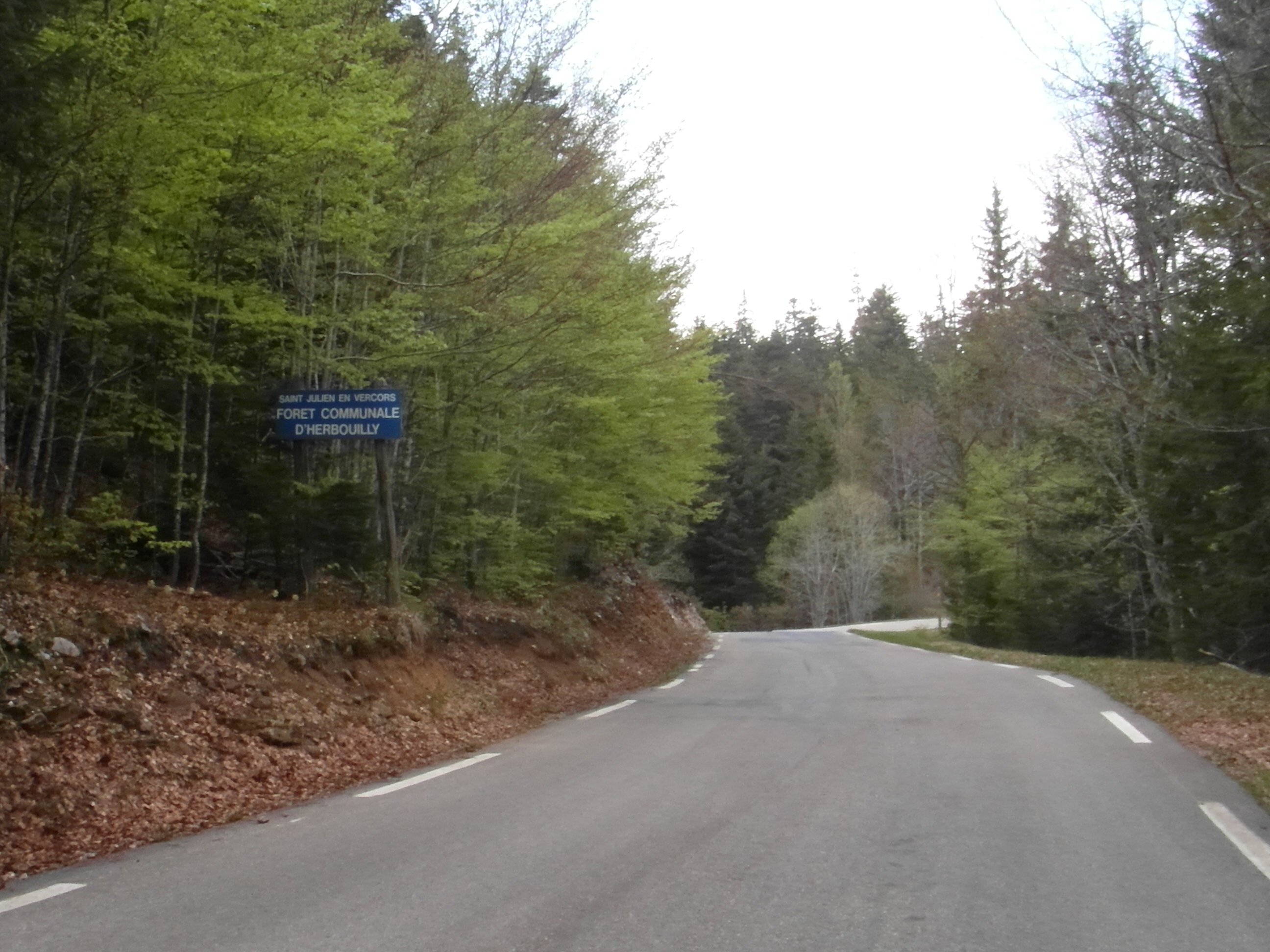
La grotte se situe en plein cœur de la forêt d'Herbouilly, partie intégrante de la forêt du Vercors

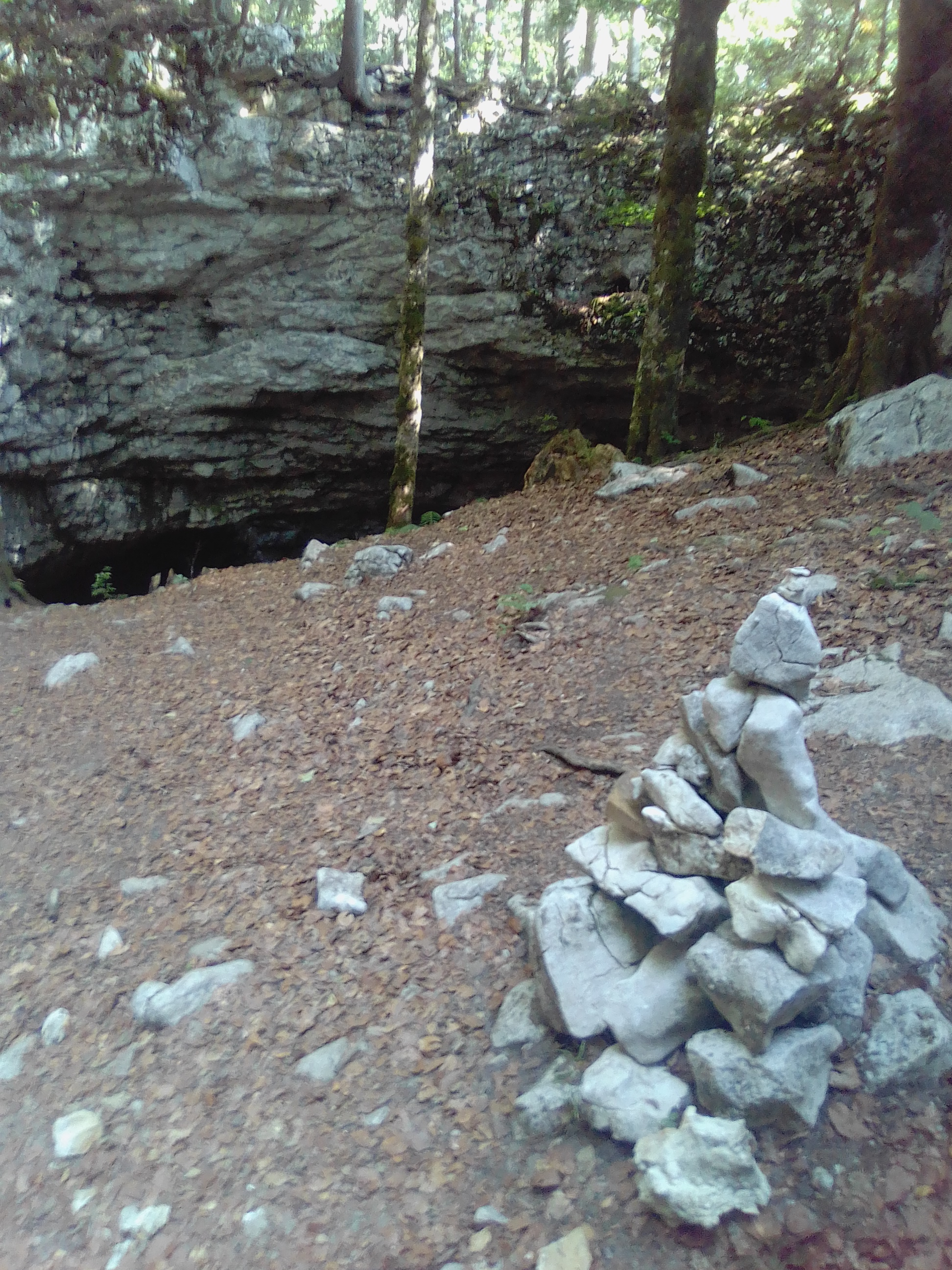
Entrée de la grotte depuis le chemin d'accès

### Situation
Selon la carte locale IGN, la grotte se situe approximativement au niveau du nord de la prairie d’Herbouilly sur le territoire de la commune de Saint-Martin-en-Vercors à 1360 m d'altitude, à environ 1.3 km au nord du col d'Herbouilly. Le Scialet de Malaterre, situé à moins de trois kilomètres, est une des cavités proches de cette grotte. 
Dans la plaine d'herbouilly se trouve aussi plusieurs scialets, le gour fumant et ses 2 entrées45° 01′ 28″ N, 5° 28′ 22″ E ainsi que le pot du loup et d'autres environnantes.

### Accès
L'entrée de cette cavité se situe non loin de la RD 221 qui relie la commune de Villard-de-Lans aux communes de Saint-Martin-en-Vercors et de Saint-Julien-en-Vercors, dans la forêt d'Herbouilly qui appartient à la forêt du Vercors, entre les sites historiques de Valchevrière et de la ferme d'Herbouilly.

### Visites
La visite est libre mais dangereuse, la grotte de la Cheminée étant mise en avant par le parc naturel régional du Vercors pour sa facilité d'accès, mais un bon équipement est nécessaire car la grotte est raide et glissante et certains blocs sont peu stables. L'air ambiant au fond de la grotte situé à −89 m sous l'entrée reste très frais.